# Feliks Ptaszyński
Feliks Augustyn Ptaszyński (ur. 18 maja 1930 w Ptaszynie, obecnie gmina Bielawy, powiat łowicki, zm. 12 czerwca 2016 w Warszawie) – mgr inż. architekt, konserwator zabytków Miasta Stołecznego Warszawy w latach 1979–1990.

## Życiorys
Urodził się w Ptaszynie w gminie Bielawy. Jego ojciec był nauczycielem, rolnikiem i wójtem gminy.
Studiował w latach 1949–1955 na Wydziale Architektury Politechniki Warszawskiej. Uzyskał dyplom inżynierski w roku 1953, magisterski w roku 1955. W latach 1949–1956 był członkiem ZMP, od 1965 roku należał do PZPR. W latach 1957–1978 pracował w Koszalinie: 1957–1972 na stanowisku wojewódzkiego konserwatora zabytków, a 1973–1978 na stanowisku kierownika Wojewódzkiej Pracowni Urbanistycznej i głównego specjalisty w Wojewódzkim Zarządzie Rozbudowy Miast i Osiedli Wiejskich. W latach 1978–1979 był głównym specjalistą w Państwowym Przedsiębiorstwie Pracownie Konserwacji Zabytków w Warszawie. W latach 1979–1990 sprawował urząd Konserwatora Zabytków m. st. Warszawy.
Obok pracy zawodowej pełnił wiele funkcji społecznych w dziedzinie kultury. W latach 1962–1978 był sekretarzem Wojewódzkiego Komitetu Ochrony Pomników Walki i Męczeństwa w Koszalinie sekretarzem Zarządu Głównego (1995–1998) i skarbnikiem Towarzystwa Opieki nad Zabytkami (1998–2001), prezesem Zarządu Oddziału Koszalińskiego SARP (1976–1978) i sekretarzem Prezydium Zarządu Głównego SARP (1978–1981).
Był inicjatorem rekonstrukcji pomnika Edwarda Mandella House’a w Parku Skaryszewskim w Warszawie i budowy pomnika pomnika Jana Matejki przy ul. Puławskiej. Był współtwórcą muzeów w Kołobrzegu i Złotowie oraz skansenu Muzeum Wsi Słowińskiej w Klukach. Sprzeciwiał się planowanej przez władze rozbiórce kolegiaty w Kołobrzegu, zniszczonej podczas wojny – wpisał ją do rejestru zabytków jako trwałą ruinę i zdobywał fundusze na jej konserwację.
Został odznaczony m.in. Krzyżem Oficerskim i Kawalerskim Orderu Odrodzenia Polski, Złotym i Srebrnym Krzyżem Zasługi, Medalem 30-lecia Polski Ludowej, Złotą Odznaką Honorową za Zasługi dla Warszawy, Odznaką Honorową za Zasługi w Rozwoju Województwa Koszalińskiego, Złotą Odznaką za Opiekę nad Zabytkami, Złotym Medalem Opiekuna Miejsc Pamięci Narodowej, Odznaką Honorową „Zasłużony Działacz Kultury”, Brązowym Medalem „Zasłużony Kulturze Gloria Artis” (2011), Złotą Odznaką SARP. Był członkiem honorowym Towarzystwa Opieki nad Zabytkami i Stowarzyszenia Teatr Propozycji „Dialog” w Koszalinie.